# Jensen Daggett
Jensen Daggett (* 24. Juni 1969 in Connecticut) ist eine US-amerikanische Fernseh- und Filmschauspielerin.

## Wissenswertes
Daggett wurde in Connecticut geboren und wuchs dort auf. Sie absolvierte ein Theaterstudium im kalifornischen Agoura Hills und zog nach ihrem 18. Geburtstag anschließend nach Los Angeles, um ihre Ausbildung in Hollywood fortzusetzen. Bereits kurze Zeit später wurde Daggett für eine kleine Statistenrolle in dem Kinofilm Die fabelhaften Baker Boys besetzt. Im Anschluss konnte sie eine Hauptrolle im Horrorfilm Freitag der 13. Teil VIII – Todesfalle Manhattan übernehmen. Die Rolle der Rennie Wickham, die in New York City vom Serienkiller Jason Voorhees gejagt wird, stellt ihre bis heute bekannteste Filmrolle dar.
In den 1990er Jahren agierte Daggett hauptsächlich als Fernsehschauspielerin und war in verschiedenen TV-Produktionen zu sehen. In dieser Hinsicht ist sie dem Publikum vor allem als Nancy Taylor aus Hör mal, wer da hämmert und als Charlie McCarthy  aus Ein Single kommt immer allein in Erinnerung geblieben. Im Fernsehfilm Alf – Der Film spielte sie die Hauptrolle der „Major Dr. Melissa Hill“. Im Jahr 1999 zog sie sich für längere Zeit aus dem Schauspielgeschäft zurück, um sich auf ihr Privatleben konzentrieren zu können. Im Jahr 2011 wurde Daggett mit ihrem Auftritt in zwei Episoden der Serie The Cynical Life of Harper Hall nach Jahren erstmals wieder schauspielerisch aktiv.

## Filmografie
- 1989: Die fabelhaften Baker Boys (The Fabulous Baker Boys)
- 1989: Freitag der 13. – Todesfalle Manhattan (Friday the 13th Part VIII: Jason Takes Manhattan)
- 1990: 21 Jump Street – Tatort Klassenzimmer (21 Jump Street, Fernsehen, 1 Episode)
- 1991: China Beach (Fernsehen, 1 Episode)
- 1991: Teech (Fernsehen, 1 Episode)
- 1992: Melrose Place (Fernsehen, 1 Episode)
- 1992: Die Kandidatin – Für Familie und Vaterland (Majority Rule)
- 1992: Opposite Sex – Der kleine Unterschied (Opposite Sex)
- 1993: Bis dass der Tod euch scheidet (Dead Before Dawn)
- 1993: Spies (Fernsehen)
- 1993: Mord ohne Spuren (Bodies of Evidence, Fernsehen, 1 Episode)
- 1993: South Beach (Fernsehen, 1 Episode)
- 1993: Eine starke Familie (Step by Step, Fernsehen, 1 Episode)
- 1994: Matlock (Fernsehen, 1 Episode)
- 1994–1995: Hör mal, wer da hämmert (Home Improvement, Fernsehen, 4 Episoden)
- 1995: Wenn Sekunden entscheiden (Medicine Ball, Fernsehen, 9 Episoden)
- 1995: Strange Luck – Dem Zufall auf der Spur (Strange Luck, Fernsehen, 1 Episode)
- 1996: Alf – Der Film (Project: Alf)
- 1996–1997: Ein Single kommt immer allein (The Single Guy, Fernsehen, 6 Episoden)
- 1996–1997: L.A. Firefighters (Fernsehen, 3 Episoden)
- 1997: Asteroid – Tod aus dem All (Asteroid)
- 1998: Zweite Liga – Die Indianer von Cleveland sind zurück (Major League: Back to the Minors)
- 1998: Telling You
- 1999: Will & Grace (Fernsehen, 1 Episode)
- 1999: Sechs unter einem Dach (Get Real, Fernsehen, 1 Episode)
- 2011: The Cynical Life of Harper Hall (Fernsehen, 2 Episoden)